# Parathion
Parathion of ethylparathion is een zeer krachtig insecticide. Als zuivere stof komt het voor als kristallen. Meestal komt het voor als een bruine vloeistof, die naar rotte eieren of knoflook ruikt.

## Toepassingen
Het wordt over het algemeen toegepast door het te verstuiven, bij bijvoorbeeld de verbouwing van katoen, rijst en fruit. Parathion is verboden voor gebruik voor diverse groenten.
Parathion staat ook bekend als E605, waarbij de E staat voor het Duitse Entwicklungsnummer (ontwikkelingsnummer) en niet het E-nummer als voedseladditief, of Europees.

## Toxicologie en veiligheid
Het gif beïnvloedt de neurale functies in het bijzonder van de hersenen. Hoofdpijn, kramp, slecht zicht en bewusteloosheid kunnen resulteren bij blootstelling van deze stof aan mensen. Deze symptomen kunnen lang, tot enige maanden, aanhouden. Het kan opgenomen worden door de huid, door het in te ademen of via orale weg.
Het insecticide is relatief stabiel, hoewel het donkerder wordt wanneer het aan zonlicht wordt blootgesteld.